# Stenotothorax linsleyi
Stenotothorax linsleyi är en skalbaggsart som beskrevs av Van Dyke 1933. Stenotothorax linsleyi ingår i släktet Stenotothorax och familjen Aphodiidae. Inga underarter finns listade i Catalogue of Life.